# Prîhid, Teceu
Prîhid (în ucraineană Пригідь) este un sat în comuna Șîrokîi Luh din raionul Teceu, regiunea Transcarpatia, Ucraina.

## Demografie
Componența lingvistică a localității Prîhid
     Ucraineană (99,85%)
     Alte limbi (0,15%)
Conform recensământului din 2001, majoritatea populației localității Prîhid era vorbitoare de ucraineană (99,85%), existând în minoritate și vorbitori de alte limbi.